# Ulrich Élysée Manouan
Ulrich Élysée Manouan, né le 6 octobre 2001, est un lutteur ivoirien pratiquant la lutte gréco-romaine.

## Carrière
Ulrich Élysée Manouan est médaillé de bronze dans la catégorie juniors des moins de 87 kg aux championnats d'Afrique 2020 à Alger. 
En 2022, il est médaillé de bronze dans la catégorie des moins de 97 kg aux Championnats d'Afrique à El Jadida .